# 2728 Yatskiv
2728 Yatskiv је астероид главног астероидног појаса. Приближан пречник астероида је 15,52 ,
а средња удаљеност астероида од Сунца износи 2,456 астрономских јединица (АЈ).
Инклинација (нагиб) орбите у односу на раван еклиптике је 2,601 степени, а орбитални период износи 1406,608 дана (3,851 године). Ексцентрицитет орбите астероида износи 0,167.
Апсолутна магнитуда астероида износи 12,40 а геометријски албедо 0,080.
Астероид је откривен 22. септембра 1979. године.